# 権泰郁

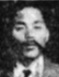
1950年ごろ

権 泰郁（クォン・テウク、朝鮮語: 권태욱/權泰郁、1907年4月17日または1910年10月15日 - 1981年6月11日または6月12日）は、日本統治時代の朝鮮の実業家、大韓民国の政治家。制憲・第2代韓国国会議員。
本貫は安東権氏。

## 経歴
慶尚北道安東郡出身。東京麻布中学校、中央大学予科・法学部卒。中央大学在学中に反日運動により収監されたことがある。卒業後は東京で歯科材料商を営んだほか、貧民救済事業を従事した。光復後は馬山工科学館長、馬山帰還同胞会長を務めた。1948年の初代総選挙で国会議員に初当選し、国会で米国へ渡航しようとした徐載弼を慰留した。第2代国会議員在任中に舌禍事件により30日間の出席停止処分を受けた。その後は自由党に入党し、1954年の第3代総選挙と1960年の第5代総選挙にも出馬したが、いずれも落選した。5・16軍事クーデター以後は1963年の旧自由党系人事が民政移譲声明を出した時に参加し、1972年に制憲同志会が10月維新を支持する声明の署名に参加した。
1981年6月11日、持病によりソウル市江東区の自宅で死去した。享年75。